# Näsrämmen
Näsrämmen är en sjö i Filipstads kommun i Värmland och ingår i Göta älvs huvudavrinningsområde. Sjön är 15,3 meter djup, har en yta på 2,73 kvadratkilometer och befinner sig 239,1 meter över havet. Sjön avvattnas av vattendraget Tvärälven (Rämmån).

## Delavrinningsområde
Näsrämmen ingår i det delavrinningsområde (665802-140735) som SMHI kallar för Utloppet av Näsrämmen. Medelhöjden är 264 meter över havet och ytan är 10,38 kvadratkilometer. Räknas de 10 avrinningsområdena uppströms in blir den ackumulerade arean 68,33 kvadratkilometer. Tvärälven (Rämmån) som avvattnar avrinningsområdet har biflödesordning 3, vilket innebär att vattnet flödar genom totalt 3 vattendrag innan det når havet efter 396 kilometer. Avrinningsområdet består mestadels av skog (56 procent). Avrinningsområdet har 2,74 kvadratkilometer vattenytor vilket ger det en sjöprocent på 26,3 procent.